# 滝直希
滝 直希（たき なおき、1979年9月26日 - ）は、日本の俳優。高岡事務所所属。旧芸名は、丹 直樹（たん なおき）で、アミューズに所属していた（1999年 - ）。
東京都葛飾区柴又出身。血液型はA型。

## 出演

### 映画
- 亀は意外と速く泳ぐ（2005年7月）
- 亡国のイージス（2005年7月）
- Life on the Longboad（2005年9月）
- 疾走（2005年12月）
- DEATH NOTE 前編（2006年6月）
- ハチミツとクローバー（2006年7月）
- それでもボクはやってない（2007年1月）
- 受験のシンデレラ（2008年3月）
- クライマーズ・ハイ（2008年7月）
- アキレスと亀（2008年9月）

### テレビドラマ
- サイコメトラーEIJI 第2シリーズ（1999年10月 - 12月、日本テレビ） - ナオキ 役
- 伝説の教師（2000年4月 - 6月、日本テレビ） - 楢崎サトル 役
- 神様のいたずら（2000年10月 - 12月、関西テレビ・フジテレビ系） - 宮川亮介 役
- らぶ・ちゃっと 第3話（2000年、フジテレビ） - ミツル 役
- ラブ・レボリューション（2001年、フジテレビ）
- 金田一少年の事件簿 第3シーズン 第7話（2001年9月1日、日本テレビ） - 五十嵐郁登 役
- 逮捕しちゃうぞ（2002年、テレビ朝日）
- 特命係長 只野仁 第1シリーズ 第6話（2003年8月15日、テレビ朝日） - ユウ 役
- 土曜ワイド劇場 西村京太郎トラベルミステリー42「北帰行殺人事件」（2004年11月6日、テレビ朝日） - 君島則之 役
- 救命病棟24時 第3シリーズ 第6話（2005年） - 谷垣マサト（ボランティア） 役
- 不機嫌なジーン 第11話（2005年）
- がんばっていきまっしょい（2005年7月 - 9月、フジテレビ） - 雨谷光太郎 役
- 神はサイコロを振らない 第2・3・6・7話（2006年）
- ディロン〜運命の犬 第1・2話（2006年） - ペットショップ店員 役
- 僕の歩く道（2006年11月 - 12月） - 山本武 役
- Good Job〜グッジョブ（2007年3月、NHK）
- 水曜ミステリー9『刑事吉永誠一 涙の事件簿5　約束の指切り」』（2007年） - 水谷勝彦 役
- 翼の折れた天使たち 第1夜「衝動」（2007年、フジテレビ）
- 相棒（テレビ朝日）
  - season6 第3話「蟷螂たちの幸福」（2007年11月7日） - 加瀬信行役
  - season8 第18話「右京、風邪をひく」（2010年3月3日） - 戸倉翔 役
- アタシんちの男子 第4話（2009年、フジテレビ）
- 大魔神カノン（2010年4月、テレビ東京） - イパダダ 役
- ハンチョウ〜警視庁安積班〜 第8話（2012年5月28日、TBS） - 西村敦史 役
- 遺留捜査 第3シリーズ 第6話（2013年5月22日、テレビ朝日） - 高梨一弥 役
- 水曜ミステリー9 さすらい署長 風間昭平10「すみだ業平橋殺人事件」（2013年7月17日、テレビ東京） - 岡本 役

### テレビ番組
- たけし・所のWA風が来た!(2001年、テレビ朝日)
- 世界ウルルン滞在記「フランスの樽職人に…丹直樹が出会った」（2001年10月28日、毎日放送）

### その他
- インターネットドラマ『Φ』（2002年）